# Hülptingsen

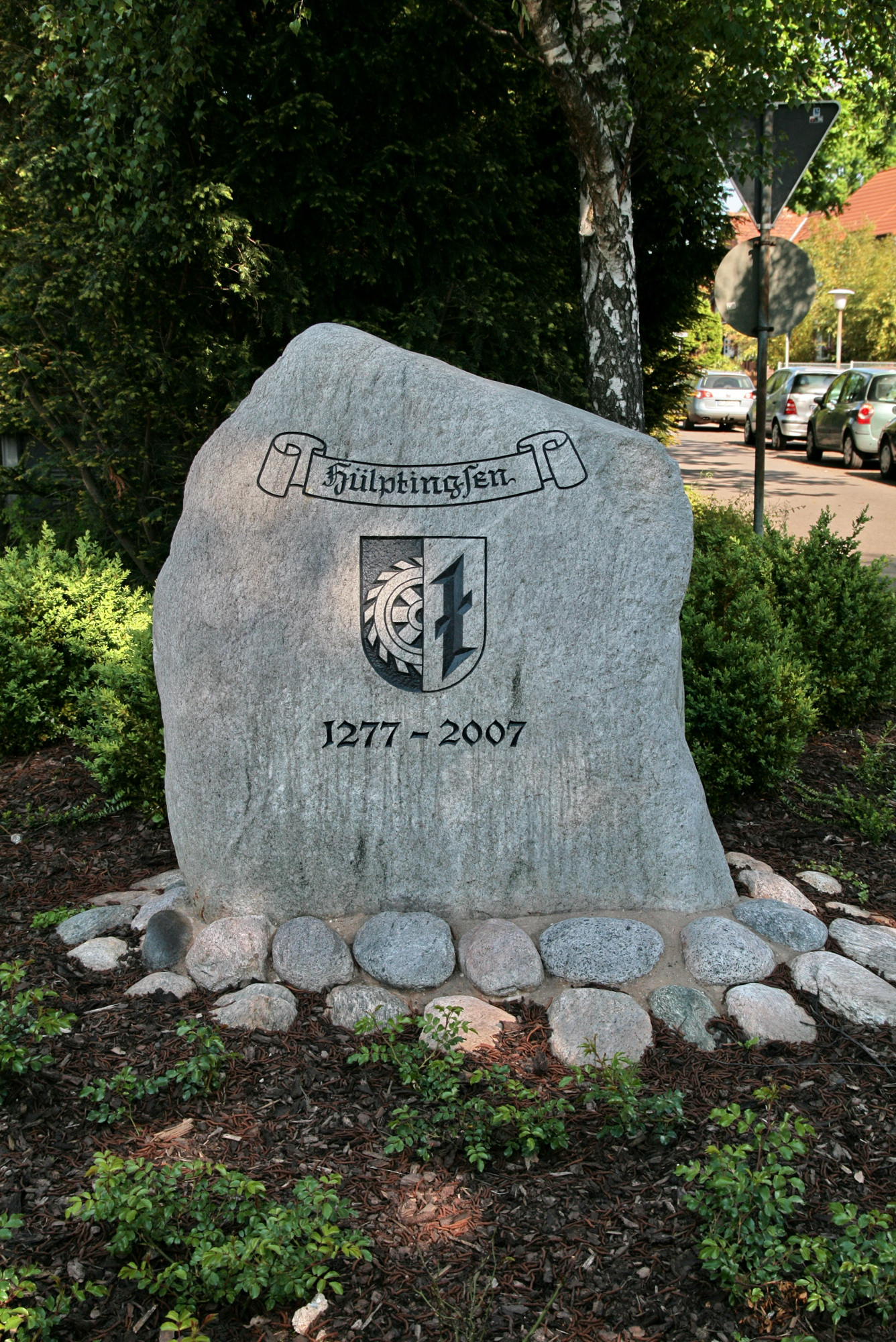
Gedenkstein 1277–2007 in Hülptingsen, Burgdorf

Hülptingsen ist ein Dorf und Stadtteil von Burgdorf in der Region Hannover in Niedersachsen. Es liegt östlich angrenzend an die Kernstadt Burgdorf.

## Geschichte
Obgleich sich das Gründungsjahr des Ortes nicht ganz genau festlegen lässt, geht man zurzeit von einer Gründung vor etwa 700 Jahren, vielleicht auch noch früher, aus. Eine erste Erwähnung in Registern des Hildesheimer Dompropstes von 1277 bis 1286 ist nachweislich.

„Capellen befanden sich zu Depenau, Otze, Ramlingen, Hetelingen und Dachtmissen. Auch gehört Hieher die im Jahre 1249 erbauete dem h. Nicolaus geweihte Kirche zu Schornsteines-, jetzt Obershagen. Noch jetzt sind nach Burgdorf eingepfarrt Ahrbeck, Beinhorn, Colshorn, Dachtmissen, Heeßel, Hülptingsen, Otze, Ramlingen, Röddensen, Schillerslage, Sorgensen und Weferlingsen nebst mehrern Mühlen und einzelnen Häusern. Diese noch jetzt so große und früher noch größere Ausdehnung der Pfarre scheint die Vermuthung zu begründen, daß ehemals ein Archidiaconat auf Burgdorf geruhet, seine Umgebung mit jenen 21 Dörfern ein Land gebildet hat.“

Uwe Ohainski und Jürgen Udolph fanden den Ort in einer Urkunde um 1382 bereits in seiner heutigen Schreibweise vor. Annette von Boetticher fand Hülptingsen im Lehnsregister der Herren von Bortfeld und von Hahnensee aus dem Jahre 1476: 1476 war Cord Beken abgabepflichtig, darüber hinaus 1483 Hinreck Brandes und Hinreke Helpe.
Zwischen der Stadt Burgdorf und den Landgemeinden entstandene Differenzen fanden einen Höhepunkt in einer Amtsberatungssitzung vom 9. Oktober 1829. Dort wurde festgelegt, dass eine Handdruckspritze für die Orte Otze, Ramlingen, Sorgensen, Weferlingsen, Hülptingsen, Dachtmissen und Obershagen in Otze aufgestellt werden sollte. Der Radius war recht groß und zeigt, welch untergeordnete Rolle Dörfer wie Hülptingsen in früheren Zeiten gespielt haben. Das Löschgerät stand damit 6 km weit entfernt.
Am 1. März 1974 wurde Hülptingsen in die Stadt Burgdorf eingegliedert.
Heute beherbergt Hülptingsen ein wichtiges Gewerbegebiet innerhalb Burgdorfs.

### Einwohnerentwicklung
- 1961: 349 Einwohner[6]
- 1970: 312 Einwohner[6]
- 2005: 559 Einwohner
- 2011: 755 Einwohner
- 2016: 1279 Einwohner[1]

## Politik

### Ortsvorsteher
Der Ortsvorsteher von Hülptingsen ist Cord-Heinrich Schweer.

### Wappen
| Wappen von Hülptingsen | Blasonierung: „Blau : Silber gespalten, vorn ein silbernes Wassermühlenrad am Spalt, hinten eine aufgerichtete blaue Wolfsangel.“ |
| Wappen von Hülptingsen | Wappenbegründung: Das silberne Mühlrad in Blau symbolisiert die im Ort gelegene „Walkenmühle“, die im Jahr 1686 als Wassermühle gebaut wurde. Die Mühle arbeitete anfangs für Tuchmacher und für die Woll- und Weberzunft. Nach diesen Zünften wurden die in den Gewerbegebieten gelegenen Straßen Wollenweberstraße und der Tuchmacherweg benannt. Nach dem Jahre 1848 wurde die Mühle zur Mahlmühle ausgebaut und ab 1900 mit einer Turbine ausgestattet. Die aufgerichtete blaue Wolfsangel in Silber betont die Zugehörigkeit zum ehemaligen Landkreis Burgdorf. |

## Wirtschaft und Infrastruktur
Hülptingsen liegt an der ehemaligen stark befahrenen Bundesstraße 188 (jetzt führt die B188 als Umgehungsstraße an Hülptingsen vorbei) und damit auch an der Niedersächsischen Spargelstraße.